# 10e Amerikaans Congres
Het 10de Amerikaanse Congres was de vergadering van de wetgevende macht van de federale overheid van de Verenigde staten. Deze vergadering bestond uit de Senaat en het Huis van afgevaardigden en kwam samen in Washington D.C. van 4 maart 1807 tot 4 maart 1809. De zetelverdeling werd opgemaakt op basis van de tweede Amerikaanse Volkstelling uit 1800. In beide kamers was er een overgrote meerderheid voor de Democratisch-Republikeinse Partij.

## Belangrijke gebeurtenissen
22 mei 1807: Aaron Burr wordt aangeklaagd voor verraad maar vrijgesproken op 1 september 1807.
17 augustus 1807: Inhuldiging van de eerste commerciële stoombootverbinding ter wereld.
1 januari 1808: De import van slaven in de Verenigde Staten werd verboden.

## Belangrijke wetten
22 december 1807: Embargo Act
1 maart 1809: Non-Intercourse Act

## Nieuwe gebieden
Het Illinois Territory werd gevormd uit een deel van het Indiana Territory.

## Leden van de senaat
De senatoren werden verkozen voor een periode van 2 jaar door de wetgevers van de staten die ze vertegenwoordigen.
DR = Democratisch-Republikeinse Partij
F = Federalistische Partij

### Connecticut
- James Hillhouse, (F)
- Uriah Tracy, (F), overleden op 19 juli 1807

Chauncey Goodrich, (F), vanaf 25 oktober 1807

### Delaware
- Samuel White, (F)
- James A. Bayard, (F)

### Georgia
- Abraham Baldwin, (DR), tot 4 maart, 1807

George Jones, (DR), 27 augustus 1807 tot 7 november, 1807
William H. Crawford, (DR), vanaf 7 november 1807
- John Milledge, (DR)

### Kentucky
- Buckner Thruston, (DR)
- John Pope, (DR)

### Maryland
- Samuel Smith, (DR)
- Philip Reed, (DR)

### Massachusetts
- Timothy Pickering, (F)
- John Quincy Adams, (F), tot 8 juni, 1808

James Lloyd, (F), vanaf 9 juni 1808

### New Hampshire
- Nicholas Gilman, (DR)
- Nahum Parker, (DR)

### New Jersey
- John Condit, (DR)
- Aaron Kitchell, (DR)

### New York
- John Smith, (DR)
- Samuel L. Mitchill, (DR)

### North Carolina
- James Turner, (DR)
- Jesse Franklin, (DR)

### Ohio
- John Smith, (DR), tot 25 april 1808

Return J. Meigs Jr., (DR), vanaf 12 december 1808
- Edward Tiffin, (DR)

### Pennsylvania
- Samuel Maclay, (DR), tot 4 januari 1809

Michael Leib, (DR), vanaf 9 januari 1809
- Andrew Gregg, (DR)

### Rhode Island
- Benjamin Howland, (DR)
- James Fenner, (DR), tot september 1807

Elisha Mathewson, (DR), vanaf 26 oktober 1807

### South Carolina
- Thomas Sumter, (DR)
- John Gaillard, (DR)

### Tennessee
- Joseph Anderson, (DR)
- Daniel Smith, (DR)

### Vermont
- Stephen R. Bradley, (DR)
- Israel Smith, (DR), tot 1 oktober 1807

Jonathan Robinson, (DR), vanaf 10 oktober 1807

### Virginia
- William B. Giles, (DR)
- Andrew Moore, (DR)

## Leden van het huis van afgevaardgden

### Connecticut
- Epaphroditus Champion (F)
- Samuel W. Dana (F)
- John Davenport (F)
- Jonathan O. Moseley (F)
- Timothy Pitkin (F)
- Lewis B. Sturges (F)
- Benjamin Tallmadge (F)

### Delaware
- Nicholas Van Dyke (F), vanaf 6 oktober 1807

### Georgia
- William Wyatt Bibb (DR)
- Howell Cobb (DR)
- Dennis Smelt (DR)
- George M. Troup (DR)

### Kentucky
- Matthew Lyon (DR)
- John Boyle (DR)
- John Rowan (DR)
- Richard M. Johnson (DR)
- Benjamin Howard (DR)
- Joseph Desha (DR)

### Maryland
- John Campbell (F)
- Archibald Van Horne (DR)
- Philip B. Key (F)
- Roger Nelson (DR)
- William McCreery (DR)
- Nicholas R. Moore (DR)
- John Montgomery (DR)
- Edward Lloyd (DR)
- Charles Goldsborough (F)

### Massachusetts
- Josiah Quincy (F)
- Jacob Crowninshield (DR), tot 15 april 1808

Joseph Story (DR), vanaf 23 mei 1808
- Edward St. Loe Livermore (F)
- Joseph Bradley Varnum (DR)
- William Ely (F)
- Samuel Taggart (F)
- Joseph Barker (DR)
- Isaiah L. Green (DR)
- Josiah Dean (DR)
- Jabez Upham (F)
- William Stedman (F)
- Barnabas Bidwell (DR),tot 13 juli 1807

Ezekiel Bacon (DR), vanaf 16 september 1807
- Ebenezer Seaver (DR)
- Richard Cutts (DR)
- Daniel Ilsley (DR)
- Orchard Cook (DR)
- John Chandler (DR)

### New Hampshire
- Peter Carleton (DR)
- Daniel M. Durell (DR)
- Francis Gardner (DR)
- Jedediah K. Smith (DR)
- Clement Storer (DR)

### New Jersey
- Ezra Darby (DR), tot 27 januari 1808

Adam Boyd (DR), vanaf 8 maart 1808
- William Helms (DR)
- John Lambert (DR)
- Thomas Newbold (DR)
- James Sloan (DR)
- Henry Southard (DR)

### New York
- Samuel Riker (DR)
- Gurdon S. Mumford (DR)
- George Clinton Jr. (DR)
- Philip Van Cortlandt (DR)
- John Blake Jr. (DR)
- Daniel C. Verplanck (DR)
- Barent Gardenier (F)
- James I. Van Alen (DR)
- Killian K. Van Rensselaer (F)
- Josiah Masters (DR)
- John Thompson (DR)
- David Thomas (DR), tot 17 februari 1808

Nathan Wilson (DR), vanaf 7 november 1808
- Peter Swart (DR)
- John Russell (DR)
- William Kirkpatrick (DR)
- Reuben Humphrey (DR)
- John Harris (DR)

### North Carolina
- Lemuel Sawyer (DR)
- Willis Alston (DR)
- Thomas Blount (DR)
- William Blackledge (DR)
- Thomas Kenan (DR)
- Nathaniel Macon (DR)
- John Culpepper (F), tot 2 januari 1808 en vanaf 23 februari 1808
- Richard Stanford (DR)
- Marmaduke Williams (DR)
- Evan S. Alexander (DR)
- James Holland (DR)
- Meshack Franklin (DR)

### Ohio
- Jeremiah Morrow (DR)

### Pennsylvania
- Joseph Clay (DR), tot 28 maart 1808

Benjamin Say (DR), vanaf 16 november 1808
- John Porter (DR)
- Jacob Richards (DR)
- Robert Brown (DR)
- William Milnor (F)
- John Pugh (DR)
- John Hiester (DR)
- Robert Jenkins (F)
- Matthias Richards (DR)
- David Bard (DR)
- Robert Whitehill (DR)
- Daniel Montgomery Jr. (DR)
- James Kelly (F)
- John Rea (DR)
- William Findley (DR)
- John Smilie (DR)
- William Hoge (DR)
- Samuel Smith (DR)

### Rhode Island
- Nehemiah Knight (DR), tot 13 juni 1808

Richard Jackson Jr. (F), vanaf 11 november 1808
- Isaac Wilbour (DR)

### South Carolina
- Robert Marion (DR)
- William Butler Sr. (DR)
- David R. Williams (DR)
- John Taylor (DR)
- Richard Winn (DR)
- Joseph Calhoun (DR), vanaf 2 juni 1807
- Thomas Moore (DR)
- Lemuel J. Alston (DR)

### Tennessee
- John Rhea (DR)
- George W. Campbell (DR)
- Jesse Wharton (DR)

### Vermont
- James Witherell (DR), tot 1 mei 1808

Samuel Shaw (DR), vanaf 6 september 1808
- James Elliott (F)
- James Fisk (DR)
- Martin Chittenden (F)

### Virginia
- John G. Jackson (DR)
- John Morrow (DR)
- John Smith (DR)
- David Holmes (DR)
- Alexander Wilson (DR)
- Abram Trigg (DR)
- Joseph Lewis Jr. (F)
- Walter Jones (DR)
- John Love (DR)
- John Dawson (DR)
- James M. Garnett (DR)
- Burwell Bassett (DR)
- William A. Burwell (DR)
- Matthew Clay (DR)
- John Randolph (DR)
- John W. Eppes (DR)
- John Claiborne (DR), tot 9 oktober 1808

Thomas Gholson Jr. (DR), vanaf 7 november 1808
- Peterson Goodwyn (DR)
- Edwin Gray (DR)
- Thomas Newton Jr. (DR)
- Wilson C. Nicholas (DR)
- John Clopton (DR)

### Leden zonder stemrecht
Indiana Terrirory:
- Benjamin Parke tot 1 maart 1808

Jesse B. Thomas, vanaf 22 oktober 1808
Mississippi Territory
- George Poindexter

Orleans Territory
- Daniel Clark